# Синиково
Синиково — Деревня в Угранском районе Смоленской области России. Входит в состав Подсосонского сельского поселения. 
Население — 1 житель (2007 год). 
Расположена в юго-восточной части области в 28 км к северо-востоку от Угры, в 1,5 км южнее автодороги Р132 Вязьма — Калуга — Тула — Рязань, на берегу реки Сигоса. В 28 км западнее от деревни находится железнодорожная станция Дебрянский на линии Торжок-Брянск. 

## История
В годы Великой Отечественной войны деревня была оккупирована гитлеровскими войсками в октябре 1941 года, освобождена в марте 1943 года.